# Liste der Monuments historiques in Laréole
Die Liste der Monuments historiques in Laréole führt die Monuments historiques in der französischen Gemeinde Laréole auf.

## Liste der Bauwerke
| Bezeichnung | Beschreibung                  | Standort | Kennzeichnung | Schutzstatus | Datum          | Bild           |
| ----------- | ----------------------------- | -------- | ------------- | ------------ | -------------- | -------------- |
| Schloss     | Erbaut ab dem 16. Jahrhundert | (Lage)   | PA00094362    | Classé       | 1927 1991 1994 | weitere Bilder |